# Linda McAvan
Linda McAvan (født 2. december 1962) er siden 1998 britisk medlem af Europa-Parlamentet, valgt for Labour Party (indgår i parlamentsgruppen S&D).